# Passiflora trilobophylla
Passiflora trilobophylla är en passionsblomsväxtart som beskrevs av Hermann August Theodor Harms. Passiflora trilobophylla ingår i släktet passionsblommor, och familjen passionsblomsväxter. Inga underarter finns listade i Catalogue of Life.